# Museum von Malawi

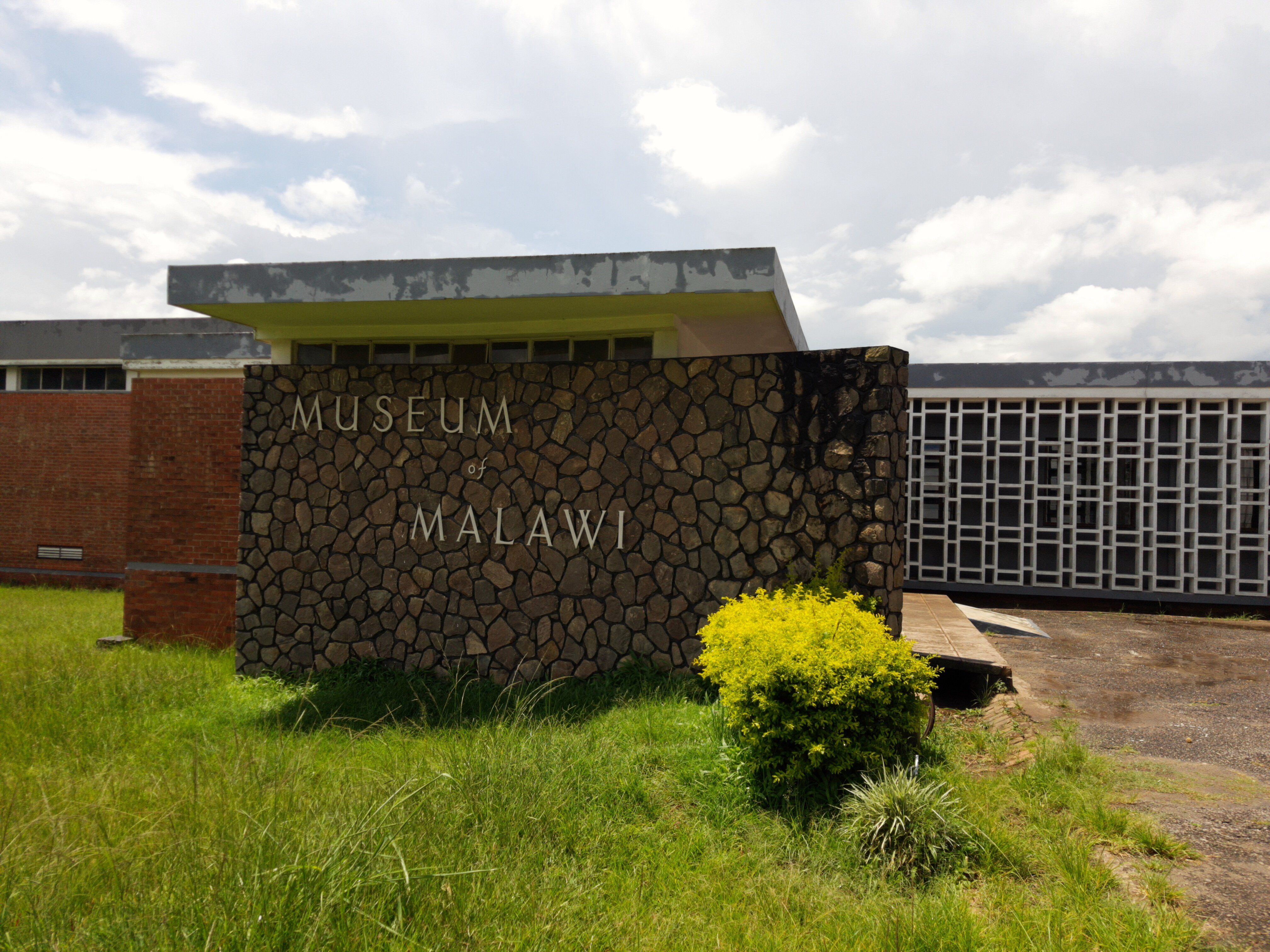
Museum of Malawi

Das Museum von Malawi (englisch Museum of Malawi, auch Chichiri Museum) in der Stadt Blantyre, am Kamuzu Highway, ist das kultur- und naturhistorische Nationalmuseum von Malawi. Es wurde durch eine regierungsamtliche Verordnung im Jahr 1957 als Nyasaland Museum gegründet. Der Gründungsauftrag bestand in der Sammlung, Konservierung und Darstellung des Sammlungsgutes, das die Ur- und Frühgeschichte, Landesgeschichte, Ethnographie sowie naturgeschichtliche Dinge von Malawi repräsentiert. Die Einrichtung soll sich an Erfordernissen der Bildung und Forschung orientieren.
Die Dauerausstellung zeigt wichtige Stationen der kulturgeschichtlichen Entwicklung des Landes von der Urgeschichte bis zur Unabhängigkeit Malawis. Darüber hinaus besitzt es eine bedeutende Sammlung an Insekten und geologischen Proben, darunter den Meteoriten Machinga von 1981. Im Außenbereich des Museums dokumentieren Großexponate unter anderem die  Entwicklung der Verkehrsinfrastruktur des Landes.
Das Museum bietet mobile museumspädagogische Programme an, die auch Schüler in ländlichen Regionen erreichen sollen.
Seit einer im Jahre 2012 in Schottland gezeigten und gemeinsam konzipierten Ausstellung über den Entdecker David Livingstone entwickelte sich eine institutionelle Partnerschaftsbeziehung zwischen dem schottischen Museumsverbund National Museums Scotland und dem Museum of Malawi.